# Stelios Poulianitis
Stylianos "Stelios" Poulianitis (griechisch Στυλιανός "Στέλιος" Πουλιανίτης; * 3. April 1995 in Trikala) ist ein griechischer Basketballspieler, der bei einer Körpergröße von 1,90 m auf der Position  des Point Guard-Shooting Guard eingesetzt wird.

## Karriere

### Auf Vereinsebene
Basketball erlernte Poulianitis an der Sportakademie des AKTH Asteria. Nach seiner Volljährigkeit wurde er im Sommer 2013 vom Basketballklub Aris Saloniki unter Vertrag genommen. Zunächst spielte er für die U-19-Auswahl des Vereins und kam ebenfalls für dessen erste Mannschaft in der Basket League, der höchsten griechischen Spielklasse für Vereinsbasketball, in insgesamt acht Spielen zu diversen Kurzeinsätzen. In der Folgesaison 2014/15 zählte er zur festen Rotation des A-Kaders, wurde in insgesamt 19 Spielen eingesetzt, bekam jedoch noch wenig Spielzeit zugestanden. Für mehr Spielpraxis und vor allem mehr Einsatzzeit wurde er in der Saison 2015/16 an den Koroivos Amaliadas verliehen.
Seine Spielzeit 2016/17 begann er dann erneut beim Aris, spielte für diesen zum Saisonauftakt gegen den Trikala BC ARIES, hatte aber mit dem Verlust seines Stammplatzes in der Rotation zu rechnen, nachdem Aris sich ab dem fünften Spieltag mit Vladimiros Giankovits verstärkt hatte. So wurde am 4. November 2016 die Trennung von Aris und Poulianitis bekanntgegeben, der einige Stunden später als Neuzugang des Trikala BC ARIES präsentiert wurde.

### Nationalmannschaft
Poulianitis durchlief sämtliche Jugend-Nationalmannschaften Griechenlands. So gehörte er zur griechischen Auswahl bei der U-16 Europameisterschaft 2011 in Tschechien und war Teilnehmer der U-20 Europameisterschaft 2014 in Griechenland sowie der U-20 Europameisterschaft 2015 in Italien. Für den A-Kader wurde er bisher nicht nominiert.

## Trivia
Stelios Poulianitis ist Sohn des ehemaligen Basketballspielers Vangelis Poulianitis, der in der Vergangenheit unter anderem für den Basketballklub Trikala gespielt hatte.